# Ташань (річка)
Таша́нь — річка в Україні, в Сумській та Полтавській областях. 
Ташань вважається назвою середньої та верхньої течії річки Грунь-Ташані (ліва притока Псла). 

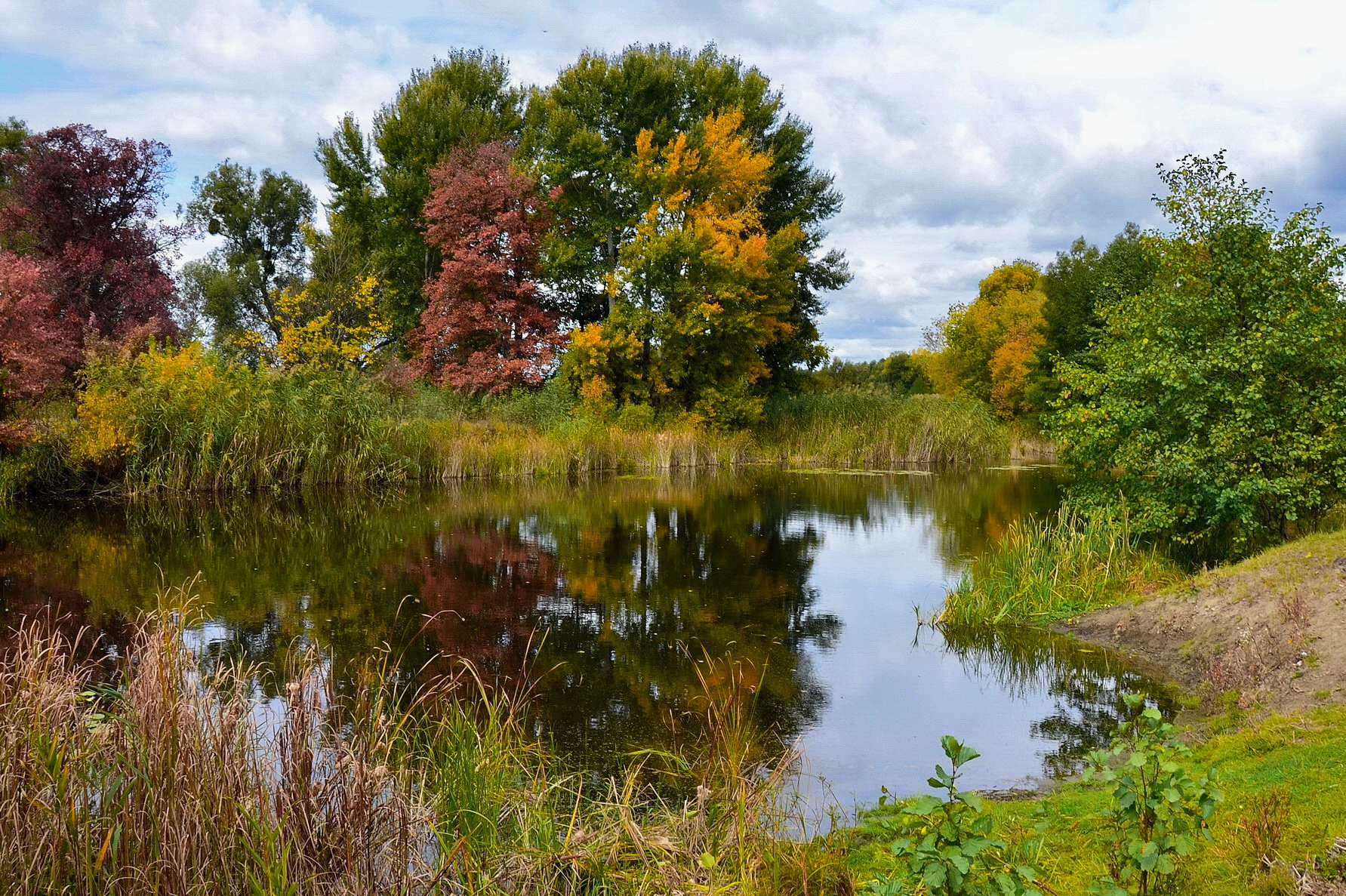
Таша́нь осіння

Довжина Ташані 51 км.

## Походження назви
Ташань (можливо, з тюркської) — кам'яне водосховище. Можливо ТАШІ — закруглені камінці, що прикріплювались до нижньої частини невода, за допомогою яких він занурюється («Краткий топонимический словарь» В. Новикова). Таш (з тюрськ.) — камінь(за версією Алли Коваль)[джерело?].

## Географія
Бере початок біля села Іщенки (зняте з обліку 1988 року) та с. Черемухівка Сумського району у Сумській області. На Ташані — с. Довжик, смт Чупахівка, с.Оленинське, с. Комиші Сумської області та місто Зіньків Полтавської області. У межах Полтавщини тече територією півночі Полтавського району.

## Цікаві факти
У межах с. Чупахівка з вод Ташані в кінці ХІХ ст. було створено штучне водосховище для потреб Чупахівського цукрозаводу. Ставки (перегороджені двома греблями) збереглись донині. Місце рибальства та відпочинку людей. По греблі з мостом функціонує автошлях: Харків-Охтирка-Лебедин Т 1906 Автошлях Т 1906. 
У річці водяться: карась, короп, плотва, щука. Щорічно в Чупахівці відзначається День карася. 
З 1991 року проводиться Всеукраїнський фестиваль культури «Зорі над Ташанню» (засновник та художній керівник — Микола Рудаков). 
Річка згадується в пісні «Не буває мала батьківщина» (Пісня про Чупахівку) — слова: Микола Рудаков, музика і виконання: Ігор Якубовський. 
Ім'ям річки названо підприємства, магазин, футбольну команду в Чупахівці, Комишах.